# Aero A-200
De Aero A-200 (ook wel bekend als A.200) is een Tsjechoslowaaks laagdekker-sportvliegtuig gebouwd door Aero. De A-200 was ontworpen en gebouwd in 1934 om mee te doen in de vierde editie van de Challenge International de Tourisme. Een totaal van twee toestellen werden er gebouwd, de OK-AMA en de OK-AMB.

## Deelname aan de Challenge International de Tourisme
Tsjechoslowakije nam aan de Challenge International de Tourisme in 1934 met drie vliegtuigen deel. Twee van deze vliegtuigen waren A-200’s, de een werd gevlogen door Jan Ambrož, de ander door Vojtěch Žaček. Ambrož werd in de competitie vierde achter RWD-9, welke zowel eerste als tweede werd, en de Fieseler Fi 97, welke derde werd. Žaček werd veertiende van de in totaal 34 deelnemers.

## Specificaties
- Bemanning: 1

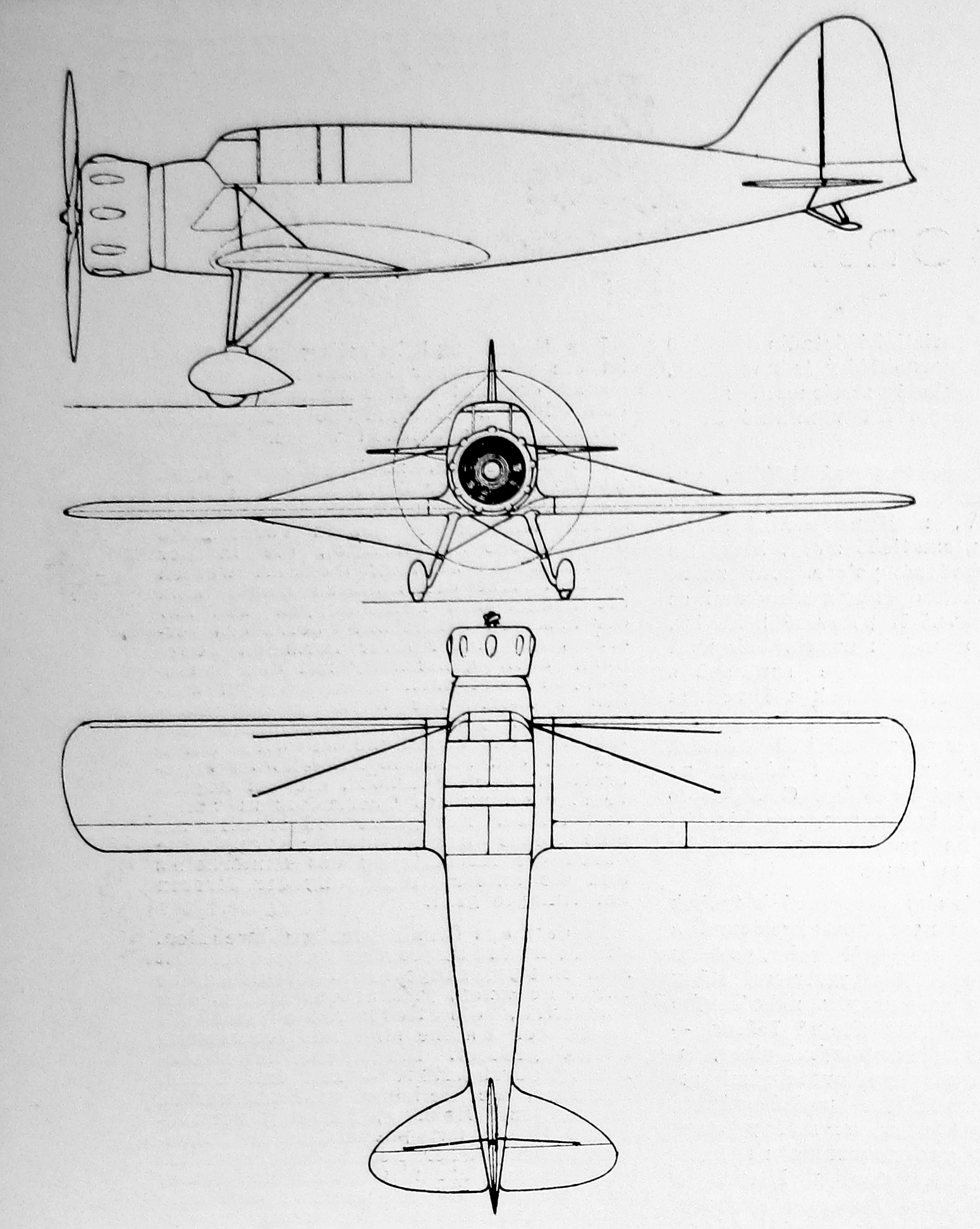
Aero A-200

- Capaciteit: 4 personen, waarvan 1 als copiloot
- Lengte: 7,80 m
- Spanwijdte: 11,10 m
- Hoogte: 2,55 m
- Vleugeloppervlak: 16,6 m2
- Leeggewicht: 560 kg
- Volgewicht: 950 kg
- Laadvermogen: 390 kg
- Motor: 1× Walter Bora luchtgekoelde 9-cilinder stermotor, 161,7 kW (220 pk)
- Maximumsnelheid: 255 km/h
- Kruissnelheid: 220 km/h
- Vliegbereik: 800 km
- Plafond: 6 300 m